# Leonardo Gómez Torrego
Leonardo Gómez Torrego (Mozoncillo, 6 novembre 1942) è un filologo spagnolo ricercatore del CSIC nonché grammatico spagnolo dell'ultimo terzo del secolo XX e inizio secolo XXI.

## Biografia
Di origini molto umili, ha avuto fin da piccolo un grande amore per la lingua spagnola e per la letteratura, oltre a provare forte interesse verso i settori umanistico e linguistico, ai quali hanno contribuito alcuni buoni maestri, come il suo insegnante Don Justo. Studiò per mezzo di borse di studio, frequentò la pre-università (antecedente della COU) nei Clarettiani di Segovia, dove iniziò a dare lezioni ai propri compagni - con l'approvazione e il consenso dei professori - per poi sostenere gli esami nella capitale spagnola. Dottore in filologia romanza presso l'Università di Madrid, è professore associato e professore di scuola secondaria, nonché scienziato di ruolo presso l'Istituto di lingua, letteratura e antropologia del CSIC, specializzato in linguistica descrittiva. Grammatico funzionalista, è stato docente all'Università Autonoma di Madrid e alla Complutense, così come all'Università di Porto Rico e ha tenuto numerosi corsi e master (UIMP di Santander, Collegio dei Medici e Laureati di Madrid, Università di Salamanca...).
Ha scritto una Gramática didáctica del español; è stato coautore con Enrique Páez e Andrés Amorós di 6 libri di testo di lingua e letteratura (collezione Mester y Contexto) per la casa editrice SM e ha collaborato con la Real Academia Española nell'elaborazione della Nueva gramática de la lengua española e nel Diccionario panhispánico de dudas. È membro del consiglio consultivo della Fundéu e membro onorario dell'Unión de Correctores (UniCo). È considerato uno dei migliori grammatici della lingua spagnola insieme a personalità del calibro di Emilio Alarcos Llorach, Salvador Gutiérrez Ordóñez e Francisco Marcos Marín.
Ha collaborato per 10 anni con l'Istituto Cervantes nel programma di Radio Exterior de España “Un idioma sin fronteras” e, come esperto linguistico, nei programmi di TVE (la 2) "Al habla" e "Palabra por palabra". È stato anche consulente linguistico per un programma su Telemadrid intitolato "El cazador de palabras".
È direttore della collezione Cuadernos de Lengua Española della casa editrice Arco/Libros e co-direttore della rivista Español Actual. È stato anche membro del comitato consultivo della Revista de Filología Española.
Possiede la commenda di Alfonso X di Castiglia, conferita dal Ministero spagnolo dell'Educazione e della Scienza per i suoi meriti a favore della lingua spagnola.
Da dicembre 2015 Gómez Torrego è accademico corrispondente della Real Academia Española, eletto insieme ad altri ventitré, nel suo caso dalla Comunità Autonoma di Madrid.
Sua figlia è la pianista, fortepianista e clavicembalista professionista Míriam Gómez-Morán.

## Opere
- - 1985: Teoría y práctica de la sintaxis. Madrid, Alhambra Universidad.
  - 1992: Valores gramaticales de "se". Madrid: Arco/Libros.
  - 1993: Manual de español correcto. Madrid: Arco/Libros, 4.ª edizione.
  - 2000: Ortografía de uso del español actual. Madrid, Edizioni SM.
  - 2000. "La prensa como material didáctico en la enseñanza del español como segunda lengua", en Creación de materiales y nuevas tecnología. La identidad del español y su didáctica, III. Mauro Baroni. Editorial Viareggio-Lucca. Italia.
  - 2001: "Cambios normativos en el español actual", en El buen uso de la lengua española. Área de Cultura. Caja de Burgos.
  - 2001. "El lenguaje actual de los jóvenes", Carabela, 50, ottobre 2001. SGEL. Madrid.
  - 2002: Análisis sintáctico. Teoría y práctica (Prologo di Ignacio Bosque). Madrid, Edizioni SM.
  - 2002: "La gramática del lenguaje del fútbol", tributo a Jesús Bustos, Madrid, UCM.
  - 2002/2003: Nuevo Manual de Español Correcto. 2 t. Madrid, Arco/Libros.
  - 2003: "La ortografía del español y su didáctica", Español Actual, 75/2001, pp. 55-66.
  - 2003: "La acentuación de solo/sólo", Español Actual, 76/2001, pp. 107-109.
  - 2005: "La norma como herramienta para la reflexión gramatical", Revista de Filología Española (RFE), 85/1, pp. 61-79.
  - 2005: Diccionario Panhispánico de Dudas (collaboratore speciale). Madrid, RAE -Asociación de Academias de la Lengua Española - Santillana.
  - 2006: "Cuestiones normativas sobre la transitividad", en Palabra, norma y discurso en memoria de Fernando Lázaro Carreter, Salamanca, Universidad, pp. 605-616
  - 2006: "Gramática y semántica de los intensificadores de adjetivos y adverbios" en Filología y Lingüística. Studi offerti ad Antonio Quilis. Vol. I. Madrid, CSIC y UNED, pp. 459-480.
  - 2006: Hablar y escribir correctamente : gramática normativa del español actual, Madrid, Arco/Libros. 2 vol.
  - 2007: Análisis sintáctico: teoría y práctica, Madrid, Edizioni SM.
  - 2007: Ánálisis morfológico : teoría y práctica, Madrid, Edizioni SM.
  - 2007: Ortografía de uso del español actual, Madrid, Edizioni SM.
  - 2007: Gramática didáctica del español, Madrid, Edizioni SM.